# 야로미르 야그르
야로미르 야그르(체코어: Jaromír Jágr, 체코어 발음: [ˈjaromiːr ˈjaːɡr̩] ( 듣기), 1972년 2월 15일~)는 체코의 아이스하키 선수이다. 포지션은 라이트윙으로 현재 1부 체코 아이스하키 리그의 HC 클라드노 소속으로 뛰고 있다.
어릴 때부터 아이스하키를 했다. 1990년 미국으로 건너갔는데, 서방 세계에 망명하지 않은 상태에서 체코슬로바키아 국적으로는 처음으로 내셔널 하키 리그 드래프트에 지명되었다. 1990년 ~ 1991년 시즌에 피츠버그 펭귄스에 입단하여 대단한 활약을 펼쳐, 이 팀이 이 시즌에 스탠리 컵을 얻는데 기여하였다. 그 다음 시즌에도 스탠리 컵을 얻었다. 2001년까지 피츠버그에서 활약하다 워싱턴 캐피털스로 옮겼다. 2003년 뉴욕 레인저스로 옮겼다. NHL에서 활동하던 전성기에는 가장 뛰어난 활약을 펼친 선수 중 하나로 유명했다. 2006년 ~ 2007년 시즌까지 NHL에서 15시즌 연속으로 30골 이상을 기록하는 대기록을 세웠다. 또한 그 시즌 통산 1500공격포인트 기록을 경신했다. 2008년 시즌까지 NHL 정규시즌 기간 동안 총 1273 경기에 출장하여 646골, 953 어시스트, 1599공격포인트를 기록하고 미국을 떠나 러시아로 옮겨 콘티넨탈 하키 리그 소속인 옴스크 아방가르드에서 활동하고 있다. 체코 국가대표팀 선수로, 1998년 동계 올림픽에서 금메달, 2006년 동계 올림픽 동메달을 땄으며, 세계 선수권 대회에서 두 차례(2005년, 2010년) 우승했다. 그는 아이스하키가 국민적 인기 스포츠인 체코에서 가장 유명한 스포츠 선수 중 하나이다.